# 1953年北海大洪水
1953年北海大洪水是1953年1月31日晚上和1953年2月1日早晨在西歐发生的因一场大风暴所造成的巨大洪水。此次洪水主要波及北海沿岸國家荷兰、比利时和英国，共造成2551人死亡。其中荷蘭有1,836人因災死亡（多數位於泽兰省），英格兰有307人喪生，苏格兰有19人丧生，比利时西弗拉芒省有28人丧生。此外海上還有不少船隻沉沒，造成大量人員死亡。
此次大洪水發生後，荷兰吸取經驗，修建了三角洲工程。

### 影片连结
- Dutch newsreel, on Pathe site（页面存档备份，存于）
- Pathe newsreel, images of Netherlands（页面存档备份，存于）
- Pathe newsreel, images of Netherlands[]
- Pathe newsreel, images of Canvey[]
- Pathe newsreel, evacuation in Lincolnshire[]